# Bonesioides pusilla
Bonesioides pusilla es un coleóptero de la familia Chrysomelidae.
Fue descrita científicamente por primera vez en 2003 por Freund & Wagner.